# Lido (Zemun)
Pour les articles homonymes, voir Lido.
Lido (en serbe cyrillique : Лидо) est un quartier de Belgrade, la capitale de la Serbie. Il est situé dans la municipalité urbaine de Zemun.

## Emplacement
Lido est situé à l'extrémité septentrionale de la Grande Île de la guerre, sur le Danube. Le quartier est constitué d'une plage de sable sans résidents permanents. Il couvre une toute petite partie de l'île, le reste étant protégé par l'État, notamment contre l'urbanisation.

## Caractéristiques
Le nom du quartier est une référence au Lido de Venise. La plage s'est développée de manière informelle en concurrence avec la plage officielle et populaire d'Ada Ciganlija. De surface réduite, elle ne dispose d'aucun système de surveillance ni d'aucun équipement particulier, à l'exception de quelques restaurants. Jusqu'au début des années 2000, elle n'était accessible que par bateaux ; en revanche, depuis cette époque, durant l'été, un pont flottant y est installé par l'armée.